# Enrico Toselli

Enrico Toselli (1883-1926)

Enrico Toselli (Florencia, 13 de marzo de 1883 - Florencia, 15 de enero de 1926) fue un compositor italiano.

## Biografía
Estudió en Florencia con su madre, pero también en otras ciudades italianas, con maestros como Giovanni Sgambati, Giuseppe Martucci y Reginaldo Grazzini. Todavía muy joven, comenzó una brillante carrera como pianista en Italia, en las principales capitales europeas y también en Alejandría (Egipto) y en Norteamérica. Fue muy apreciado en la corte de los Saboya y en ambientes monárquicos.
Se estableció en Florencia, enseñando, componiendo y actuando frecuentemente sobre los escenarios. Escribió una serie de romanzas, entre las cuales la más popular fue Serenata, para violín y piano. Con motivo de su amistad con Gabriele D'Annunzio compuso el poema sinfónico Il fuoco. Amante del teatro musical, escribió en 1909 la obra Lea, la opereta La cattiva Francesca y la de carácter dramático La principessa bizzarra (1913).
Aunque fue un compositor de éxito, la fama se la debió en gran parte al escándalo internacional provocado por su matrimonio, en 1907, con la princesa hereditaria de Sajonia, su alteza real e imperial la archiduquesa Luisa de Austria-Toscana. Ella había abandonado anteriormente a su marido, Federico Augusto III de Sajonia. Toselli y la archiduquesa acabaron separándose en 1912. El matrimonio tuvo un hijo, Carlo Emanuele Toselli, que sería violinista (1908-1969).
Toselli aprovechó la fama que le ofreció su matrimonio escribiendo un libro de memorias que tuvo bastante éxito: Marido de una alteza: historia de cuatro años de vida marital con Luisa de Sajonia.
En los últimos años de su vida volvió a contraer matrimonio con la cantante Pia Santarini.
En 1950, se realizó la película franco-italiana Romanzo d'amore (cuyo título en francés fue Toselli), dirigida por Duilio Coletti e interpretada por Danièle Darrieux en el papel de Luisa de Austria-Toscana, y Rossano Brazzi en el de Enrico Toselli.